# المبروك المنتصر
المبروك المنتصر (1860-1936) مجاهد ليبي و أحد زعماء ترهونة ينتمي إلى قبيلة الحمادات من ربع الدراهيب حيث كان زعيم هذا الرُّبع.

## نسبه
هو المبروك المنتصر بن علي المنتصر بن رحومة المنتصر بن محمود بن سويق بن عبد الله العبدلي من قبيلة الحمادات التي تقطن في منطقة سوق الأحد ترهونة و قبيلة الحمادات تنتمي إلى رُبع الدراهيب و هو أحد أرباع ترهونة الأربعة.

## معركة الشقيقة
بعد انتصار المجاهدين الليبيين في معركة القرضابية عاد المبروك المنتصر بقواته إلى مدينة ترهونة و طوق المدينة التي كانت بها كتيبة إيطالية بقيادة عقيد و كانت راية ترهونة يحملها رئيس عرفاء خليفة الزاوي بتكليف من صفي الدين السنوسي واستنجدت الكتيبة الإيطالية بالإدارة العسكرية في طرابلس التي أرسلت لها فرقة لتفك الحصار عنها مما ترتب عنه معارك في كل من :
- معركة سيدي السايح: واصطدمت بأهالي ترهونة بقيادة المبروك المنتصر وانتصر المجاهدون من ترهونة وعادت فلول الفرقة الإيطالية هاربة نحو طرابلس.[5]
- معركة العرقوب: تحركت فرقة عسكرية هذه المرة من العزيزية متجهة نحو ترهونة ونشبت معهم معركة حامية قتل فيها كثير من الجنود الإيطاليين وفر من بقي منهم حيا عائدا نحو العزيزية.

بعد تيقن القوة المحاصرة من أن النجدة لن تستطيع الوصول إليها قرر آمر الكتيبة المحاصرة الخروج من ترهونة بعد نفاذ أغلب المؤونة التي معهم وكلفوا محمد سويدان بأن يكون دليلهم في الطريق.
لكن محمد سويدان أخبر المجاهدين بموعد خروج الكتيبة وخطتهم للانسحاب كما حمل الإيطاليين معهم عائلات من ترهونة من الرجال والنساء واتخذوهم دروعا بشرية و بعد معرفة المجاهدين بخطة الإيطاليين للانسحاب جهز المجاهدون لهم كمينا بسيطرتهم على المرتفعات واجبارهم على العبور من الوادي المعروف باسم ( وادي سرط ) واستمرت المعركة قرابة يوم كامل و في نهاية النهار استسلم الجنود للمجاهدين بما فيهم آمر الكتيبة.

## نتائج المعركة
- يقول العقيد مؤلف كتاب مع البدو أن خسائر القوات الإيطالية في معركة الشقيقة فاقت 2250 من الإيطاليين البيض عدا المجندين من الفرق الإيطالية و المجندين الليبيين.[1]
- استسلام القوات الإيطالية في مدينة بني وليد.
- خوض معارك الجهاد في مدن الجبل الغربي.
- تبادل الأسرى بين المجاهدين الليبيين و إيطاليا و كان على رأس الأسرى الذين اشترط المجاهدون إطلاق سراحهم هو المجاهد (أحمد المريِّض).

## انتقاله إلى سرت
بعد إحكام سيطرة الإيطاليين على (ترهونة- مصراتة- بني وليد- زليتن، غريان) ارتحلت القوات التي تتبع أحمد المريض و المبروك المنتصر من مجاهدي ترهونة نحو سرت للانضمام لقوات المجاهدين صالح الأطيوش صفي الدين السنوسي.

## عودته إلى ترهونة
طلب المجاهد صفي الدين السنوسي من المبروك المنتصر العودة بقواته نحو ترهونة و استعادتها من الإيطاليين و وعده بأنه سيزحف بقواته لنصرته فجمع المبروك المنتصر مجموعة من مجاهدي ترهونة و عاد بهم متسلّلاً خلف خطوط الإيطاليين الذين كانوا قد زحفوا نحو مدينة بني وليد و خاض معهم معركة كبيرة في منطقة الأكوام (معركة الأكوام) و انتصر فيها و لكنه اضطر للانسحاب مرة أخرى لعدم وفاء صفي الدين السنوسي بوعده بمساندة المبروك المنتصر و عاد بمجموعته إلى سرت حيث اجتمع بالعائلات من ترهونة و التي كانت تقيم في سرت في ظروف صعبة.

## هجرته إلى مصر
في سنة 1924 هاجر المبروك المنتصر إلى مصر رفقة عائلات التي تكدست في سرت تحت قيادة كل من (المبروك المنتصر، بشير السعداوي، أحمد المريض، سوف المحمودي، عثمان القيزاني، صالح الأطيوش، عبد الجليل سيف النصر، خالد القرقني، أحمد السويحلي، الصاق بالحاج) حيث دخلو إلى مصر عن طريق سيوة بعد عناء و مشقة كبيرين و مات منهم من مات.
حيث قبلت السلطات المصرية إقامة كل من أحمد المريض و المبروك المنتصر و سوف المحمودي و ابنه عون سوف المحمودي و أحمد السويحلي وكانت تلقي بهم في السجن كلما زار مسؤول إيطالي مصر و تتحفظ عليهم و تقيد حركتهم بفرضها أن يتم تسجيلهم يوميا في أقرب نقطة شرطة لمحل سكنهم.

## وفاته
توفي سنة 1936 في قرية قصر الباسل بجمهورية مصر العربية و بها دفن.